# Borgarey
Borgarey ist eine Insel in den Westfjorden im Nordwesten von Island.
Sie ist bei einer Fläche von 0,4 km² einen Kilometer lang und bis zu 500 Meter breit.
Die höchste Erhebung erreicht 32 Meter über den Meeresspiegel.
Die Insel ist von Menschen unbewohnt, aber viele Vögel, besonders Eiderenten nisten hier.
Borgarey liegt ganz innen im Ísafjarðardjúp vor dem Vatnsfjörður und dem Eingang zum Fjord Ísafjörður.
Borgarey nannten die Wikinger auch die Orkney-Insel Burray, und das bedeutet Broch-Insel.